# Миляев, Иван Валерьевич
Иван Валерьевич Миляев (род. 16 июня 1963, Москва) — живописец и театральный художник, заслуженный художник Российской Федерации (2004), главный художник Московского музыкального театра для детей и молодёжи «Экспромт», до 2016г. - директор, а ныне преподаватель детской художественной школы им. В. А. Ватагина, профессор Школы-студии (ВУЗ) имени Вл. И. Немировича-Данченко при МХАТ имени А. П. Чехова, художник-постановщик отечественного кинофильма «Максимилиан», художник-постановщик нескольких музыкальных и рекламных клипов (реж. Роман Качанов).

## Биография
Родился в 1963 в Москве в семье актрисы Людмилы Ивановой (1933 - 2016) и физика-барда Валерия Миляева (1937 - 2011). Окончил школу им. Ромена Роллана, внесён в список знаменитых выпускников школы. В 1979 году окончил ДХШ № 3, учился у Н. В. Истратовой, дочери В. А. Ватагина и Г. К. Берсеньевой. В 1985 году окончил Школу-студию (ВУЗ) имени Вл. И. Немировича-Данченко при МХАТ имени А. П. Чехова.
Участник многочисленных персональных выставок (Москва, Берлин, Париж, Таруса, Старый Оскол), автор декораций ко многим спектаклям. Заслуженный художник России, член Союза театральных деятелей России (СТД РФ), лауреат премии имени В. А. Ватагина, профессор Школы-студии (ВУЗ) имени Вл. И. Немировича-Данченко при МХАТ имени А. П. Чехова. Декан художественно-постановочного факультета в Гуманитарном институте телевидения и радиовещания им. М. А. Литовчина. С 1986 года — преподаватель, с 1996 — директор Детской художественной школы имени В. А. Ватагина. Главный художник Московского музыкального театра для детей и молодёжи «Экспромт».
Член-корреспондент Академии менеджмента в образовании и культуре, член общества «Les amis d`art» (Друзья искусства) (Франция), почётный член «Центра Модильяни» (Италия), член редакционной коллегии журнала «Юный художник». В 2014 г. научным советом ГИТР им. М. А. Литовчина одобрена тема кандидатской диссертации «Некоторые художественные особенности воздействия изображения» (научный руководитель — кандидат искусствоведения, профессор Белянинов С.А).
- Член Союза Театральных Деятелей РФ (СТД) с 2002 г.
- Член Творческого Союза Художников России (ТСХР) с 2013 г., с 2014 — председатель секции Телевидения
- Член Московского Союза Художников (МСХ) с 2014 г.

### Семья
- Дед — Иванов, Иван Маркелович (1905—1952), советский полярник, профессор-географ
- Отец — Миляев, Валерий Александрович (1937—2011), бард, писатель, педагог, доктор физико-математических наук
- Мать — Людмила Иванова (1933—2016), советская и российская актриса театра и кино, народная артистка РСФСР (1989). Награждена орденом Почёта и орденом Дружбы
- Младший брат — Александр Валерьевич Миляев (1970—2010)

Родители и младший брат похоронены на 6-м участке Пятницкого кладбища.
- Жена — Анна Ефимова (художник-график)

Дети:
- Елизавета Миляева-Ефимова
- Трифон Миляев (архитектор, дизайнер)

## Профессиональная деятельность
- После окончания детской художественной школы в 1986 г. вернулся туда педагогом (живопись, композиция). Успешно проработав в этой роли более 10 лет был выдвинут коллективом на должность директора. В 1996 г. назначен директором Детской художественной школы № 3, руководителем которой и является по сей день[6]. На протяжении всех лет Иван Миляев продолжает развивать художественную школу[7] как самостоятельное образовательное учреждение и как центр подготовки к ведущим художественным, театральным (Школа-студия ВУЗ при МХАТе) и телевизионным институтам (ГИТР).
- В 2001 г. по его инициативе школе присвоено имя известного скульптора-анималиста Василия Алексеевича Ватагина[8], а также учреждена «премия Ватагина» для педагогов и учеников художественных школ. Инициировано проведение ежегодного конкурса детского анималистического творчества им. В. А. Ватагина[9].
- В художественной школе, при поддержке Департамента культуры города Москвы и Учебно-методического центра развития образования в сфере культуры и искусства, регулярно проводятся выставки, конкурсы и фестивали (в том числе и международные), направленные на повышение уровня художественного образования детей и молодёжи, обмен опытом и демонстрацию достижений учеников и педагогов.[10]. Так в мае 2005 г. в Штаб-квартире ООН в Нью-Йорке состоялась выставка работ учеников школы «60 лет без мировой войны: с надеждой на мир» («60 Years Without World War: In The Hope Of Peace»).[11],[12],[13] В последнии годы сложилось тесное сотрудничество с библиотеками Москвы — в расположенной недалеко от школы Центральной библиотеке им. А. С. Грибоедова постоянно проходят выставки учеников школы[14].
- Под руководством И.Миляева в школе открыты факультативы: вышивка, художественная керамика, гончарное дело, современная мода, театральный костюм, дизайн. Также в 2001 г. при ДХШ им. В. А. Ватагина открыто отделение компьютерной графики (обучение графическим программам, основы дизайна, веб-дизайн, анимация, компьютерная вёрстка) — являющееся первым и уникальным образовательным центром такого рода в Москве. С 2007 г. на базе школы проводятся курсы «Художественная цифровая фотография» и «Театральный макет» (Основы макетирования)[15].
- Является инициатором и с 2013 г. художественным руководителем проекта культурного обмена «Quadro del mondo». В рамках проекта проходят международные стажировки педагогов художественных учебных учреждений и их учеников из России и Италии, проводятся пленэры, фестивали искусства и культуры, конференции, читаются курсы лекций для международных студентов. Проект проходит при поддержке Генерального консульства России в Палермо и Департамента культуры города Москвы.[16],[17]. Почётным гостем фестиваля в 2013 г. стал народный художник России, академик Российской Академии художеств, профессор Евгений Максимов. Целью данного проекта также является популяризация российского театра и искусства на Сицилии[18].
- Является членом редакторской коллегии уважаемого в среде академического художественного образования журнала «Юный Художник»; неоднократно публиковался в данном издании И.Миляева. Из истории мирового искусства - комментарии к выставке // "Юный Художник" : журнал. — 2009. — № 9. Архивировано 2 августа 2014 года.; Ю.Протасов, И.Миляев. "Предлагаем обсудить..." // "Юный художник" : журнал. — 2012. — № 9. — С. 1.

.

## Преподавательская деятельность
- Окончил Школу-студию (институт) им. Вл. И.Немировича-Данченко при МХАТ им. Чехова в 1985 г. — курс Олега Шейнциса. В 2000 г. был приглашён в институт в качестве преподавателя на кафедру Технологии художественного оформления спектакля. Руководил выпуском дипломного спектакля «Мистерия Буфф».[19]. С 2000 г. является старшим преподавателем кафедры[20], обучает художников-технологов[21], ведёт дипломные проекты[22].
- В 2010 г. приглашён читать курс мастер-классов в Чувашский республиканский Дом народного творчества и на Факультет дополнительного профессионального образования Чувашского государственного института культуры и искусств[23].
- С 1994 г. является деканом художественно-постановочного факультета ГИТР им. М. Литовчина. Позже факультет был переименован в «Факультет мастерства художника мультимедиа». В педагогический состав факультета входят кандидат искусствоведения Монетов В. М., лауреат Государственной премии СССР Лыков В. М., народный художник РФ Соковнин, Владимир Борисович и др. выдающиеся деятели искусств.

## Учёные степени и звания
- 2007 г. — Приказом Федеральной службы по надзору в сфере образования и науки от 21 ноября 2007 г. № 2338/1303-д присвоено звание Доцента по кафедре «Технологии художественного оформления спектакля»[24]
- 2013 г. Приказом Министерства образования и науки РФ от 04 февраля 2013 г. присвоено звание Профессора по кафедре «Мастерства художника-постановщика».

## Общественная деятельность
- В 1997 г. выдвинут на пост Депутата Совета депутатов муниципального собрания округа Мещанский в городе Москве. По результатам проведённого голосования назначен на должность.
- Повторно избирался в 1999 г. и 2004 г.[25]
- В должности депутата отвечал за развитие культуры и искусства в Мещанском районе г. Москвы. В том числе принимал активное участие в открытии Библиотеки украинской литературы, является членом Общественного Совета при Библиотеке[26].
- Инициировал породнение Мещанского района с французским городом Пенне.
- По настоящее время — заместитель Секретаря Местного политического совета отделения Всероссийской политической партии «Единая Россия» в ЦАО г. Москвы[27].
- Руководит несколькими программами культурного обмена Россия-Италия-Франция-Испания. Принимает участие в организации выставок российских художников и деятелей искусства[28].
- С 2002 г. — помощник депутата Московской Городской Думы В. А. Волкова
- Председатель комиссии по компьютерной графике при Методическом кабинете школ искусств г. Москвы. Активный сторонник внедрения компьютерных технологий в процесс обучения, в марте 2002 г. выступал со специальным докладом по этому вопросу на коллегии Комитета по культуре Правительства г. Москвы.
- Являет организатором более 20 тематических выставок, в том числе «30 лет ДХШ № 3», "Художники театра «Экспромт», «Художники породнённых городов» (Франция, Италия, Россия) — 9 раз, «Немецкие художники-стажеры» (Москва) — 4 раза и др.

## Творческая деятельность
- Художник-постановщик, автор сценического решения более 30 спектаклей в театрах Москвы и Тулы.
- Основное творчество связано с Московским музыкальным театром для детей и молодёжи «Экспромт»[29] — главный художник театра[30],[31]. Однако наибольшее внимание привлекла сценография спектакля Тульского Государственного Театра Кукол «Иванов» (по пьесе А. П. Чехова)[32]. Спектакль принимал участие в фестивале постановок по данной пьесе, организованном Государственным театром наций к 120-летию первой премьеры драмы[33],[34],[35]. К реализации данного проекта художника порекомендовал его учитель Олег Шейнцис[36]. В дальнейшем Иван Миляев приглашён на должность главного художника Тульского театра кукол.
- С 1997 г. постоянный участник выставки театральных художников «Итоги сезона», проводимой Союзом театральных деятелей (СТД)[37].
- Соавтор пьесы по мотивам китайских народных сказок — «Волшебный чай», поставлена в Московском музыкальном театре для детей и молодёжи «Экспромт» совместно с Тульским театром кукол[38].

## Персональные выставки
1. 1992 — Париж (Франция), Галерея «Ле ша паша»[39]
2. 1992 — Сен-Жан о Буа (Франция), «Арт — Кафе»
3. 1993 — Москва, Музей «Коломенское»[40]
4. 1993 — Звенигород, Международный симпозиум «Духовный мост»
5. 1994 — Москва, Московский театр-студия под руководством Олега Табакова
6. 1995 — Москва, Государственный музей В. В. Маяковского
7. 1996 — Москва, Театр «Школа современной пьесы»
8. 1997 — Москва, Государственный мемориальный музей А.Н. Скрябина
9. 1997 — Москва, музей К. С. Станиславского
10. 1998 — Берлин (Германия), Центр международного искусства «Бетхания»
11. 1999 — Москва, Аппарат Президента России (Банкетный зал)
12. 2001 — Москва, Московский фонд культуры[41],[42]
13. 2003 — Москва, офис компании «Финэко»
14. 2008 — Старый Оскол, Художественный музей
15. 2008 — Москва, Библиотека им. И. С. Тургеньева[43]
16. 2011 — Старый Оскол, Художественный музей[44]
17. 2011 — Старый Оскол, городская библиотека
18. 2012 — Таруса, картинная галерея (совместно с А.Ефимовой)[45]
19. 2011 — Москва, Бизнес-Центр «Грин Вуд» (совместно с Е.Ромашко, В.Соковниным)
20. 2013 — Москва, Библиотека им. И. С. Тургенева

## Спектакли
Московский Детский Музыкальный Театр «Экспромт» (ныне - Московский музыкальный театр для детей и молодёжи «Экспромт»)
1. 1995 — Сказка о Царе Салтане, реж. Ж.Тертерян
2. 1996 — Машкины Сны, реж. Ж.Тертерян
3. 2000 — Али-Баба и 40 разбойников, реж. Н.Тимофеева[46]
4. 2002 — Риголетто. Сеанс оперы, реж. Н.Тимофеева[47],[48]
5. 2002 — Пожар, реж. Л.Иванова
6. 2003 — Маменька, реж. В.Байчер
7. 2003 — Ёжик в тумане, реж. В.Байчер
8. 2004 — Золушка, реж. Н.Тимофеева
9. 2005 — Когда мы вернёмся домой, реж. В.Байчер
10. 2005 — Доходное место, реж. В.Байчер
11. 2006 — Медной горы хозяйка, реж. Л.Иванова
12. 2007 — Давным-Давно, реж. В.Байчер, совместно с А.Ефимовой
13. 2007 — Золотой ключик, реж. Н.Тимофеева, совместно с А.Ефимовой[49]
14. 2008 — Муха-Цокотуха, реж. Л.Иванова
15. 2009 — Пиковая Дама, реж. В.Байчер
16. 2010 — Попутчики, реж. Л.Иванова
17. 2010 — Приключения мастера гнома, реж. В.Древицкий, совместно с А.Вороной, Н.Томиловой
18. 2011 — Китайская сказка «Волшебный чай», реж. Л.Иванова
19. 2012 — Крошечка-Хаврошечка и волшебная корова, реж. Н.Тимофеева
20. 2014 — Красная Шапочка, реж. Л.Иванова, совместно с А.Ефимовой

Тульский Государственный Театр Кукол
1. 2007 — Иванов, реж. О.Трусов
2. 2007 — Гортензия в Париже, реж. В.Глазков
3. 2009 — Небылицы в лицах (по Б. Б. Шергину), реж. С.Бульба[50]
4. 2013 — Лица в небылицах (по Б. Б. Шергину), реж. С.Бульба

Другой Театр (квартет «И»)
1. 2010 — Шоколад на крутом кипятке, реж. О.Цехович[51]
2. 2010 — Фаина, реж. О.Цехович

Театр под руководством Е.Камбуровой
1. 1997 — Дон Кихот, реж. В.Котт

Проект «Открытая сцена»
1. 2007 — Дюймовочка, реж. Н.Коваленко

Театр «Мелихово»
1. 2009 — Медведь, реж. В.Байчер

Независимые проекты
1. 2010 — Анна и её адмирал, реж. А.Фекета[52]

## Награды и звания
- 2004 г. — Звание «Заслуженный Художник Российской Федерации»[53]
- 2008 г. — Премия им. В. А. Ватагина
- 2010 г. — Орден «Святителя Николая Чудотворца Мироликийского»
- 2013 г. — Медаль «За морскую доблесть»
- 2013 г. — Медаль Российской Академии Художеств «Достойному»
- 2013 г. — Почётная грамота Московской Городской Думы[54]
- 2014 г. — Премия Правительства Российской Федерации в области культуры[55]